# Parafia Narodzenia Najświętszej Maryi Panny w Woli Cyrusowej
Parafia Narodzenia Najświętszej Maryi Panny w Woli Cyrusowej – mariawicka parafia diecezji śląsko-łódzkiej, Kościoła Starokatolickiego Mariawitów w RP.
Kościół parafialny znajduje się w Woli Cyrusowej-Kolonii, w gminie Dmosin, powiecie brzezińskim, województwie łódzkim. Proboszczem parafii jest kapł. Bartłomiej Maria Wojciech Brzeziński.

## Historia
W 1908 na potrzeby organizującej się parafii zakupiono dwór ziemski (obecnie budynek plebanii mariawickiej) z ogrodem i stawem oraz 6 mórg ziemi. Dwór ten nosił ślady licznych uszkodzeń i zniszczeń dokonanych w trakcie wolnej bitwy i licznych potyczek, które rozegrały się na polach i w opłotkach wiejskich. We dworze mieściła się ochronka dla dzieci, prowadzona przez siostry mariawitki.
Na części zakupionej ziemi, przy drodze biegnącej przez Wolę Cyrusową postanowiono wybudować murowany kościół parafialny. Aby obniżyć koszty budowy, mieszkańcy wyznania mariawickiego w 1909 wybudowali własną cegielnię, w której już rok później wypalano 100 tysięcy sztuk cegieł, a na rok 1911 planowano wyprodukować dalsze 300 tysięcy sztuk. Rozpoczęcie budowy kościoła nastąpiło z inicjatywy ówczesnego proboszcza parafii kapłana Romana Marii Cyryla Żmudzkiego.
W 1912 zakończono budowę kościoła. Nawa główna świątyni, o stropie kolebkowym, podtrzymywana jest przez kolumny kompozytowe wzorowane na kolumnach porządku jońskiego i korynckiego. Dwie ostatnie kolumny są podporą chóru. Kościół wybudowany jest w odmianie krakowskiej stylu neogotyckiego. Okna i drzwi zakończone są półkoliście. Kościół wyremontowano w 1970.

## Nabożeństwa
Msza św. niedzielna: godz. 09.00
Msza św. w dni powszednie: godz. 8.00 w czwartki i soboty
Adoracja miesięczna: 23. dnia każdego miesiąca
Uroczystość parafialna: 8 września (obchodzona w najbliższą niedzielę)
Nieszpory: niedziela, godz. 15.00